# Fairey Pintail
Il Fairey Pintail fu un idrocaccia/anfibio monomotore, biposto e biplano, sviluppato dall'azienda britannica Fairey Aviation Company Limited al termine degli anni dieci del XX secolo.
Sviluppato in risposta a una specifica dell'Air Ministry britannico, non riuscì a superare le perplessità della commissione esaminatrice per la particolare soluzione adottata per fornire all'equipaggio una migliore visibilità sopra il velivolo, ottenuta posizionando il piano alare superiore a filo del dorso della fusoliera, tuttavia il modello riscontrò un minimo successo commerciale in una versione modificata, dalla velatura più convenzionale, acquistata dalla Marina imperiale giapponese.

## Storia del progetto
Nel 1919 l'Air Ministry, il dipartimento del governo britannico che aveva la responsabilità di gestire l'intera aviazione nazionale, emise una specifica, indicata come RAF Type XXI Specification, per la fornitura di un nuovo modello di aereo anfibio, con la capacità quindi di operare sia dalle normali piste degli aerodromi che dalla superficie dell'acqua, atto a ricoprire il ruolo sia di aereo da caccia che da ricognizione aerea da destinare ai reparti della Royal Air Force, l'aeronautica militare del Regno Unito. Al concorso parteciparono la Fairey Aviation e la George Parnall and Company Limited, che presentò il concorrente Parnall Puffin.
La Fairey Aviation affidò il progetto al proprio ingegnere F. Duncanson, il quale decise di disegnare un velivolo dall'impostazione generale, per l'epoca, convenzionale, ma con una particolare attenzione a fornire all'equipaggio un campo visivo verso l'alto il più libero possibile. Il modello, indicato dall'azienda con il nome di Pintail, in italiano Codone (Anas acuta), era un monomotore in configurazione traente con cellula biposto ad abitacoli separati, caratterizzato dalla velatura biplana, con piano alare superiore in linea con il dorso della fusoliera, collegato all'inferiore da una doppia coppia di montanti interalari. Al fine di liberare ulteriormente il campo visivo dell'osservatore/mitragliere sito nell'abitacolo posteriore, anche l'impennaggio aveva un'insolita architettura, con lo stabilizzatore posizionato sul dorso della parte posteriore della fusoliera e il timone posto sotto il piano di coda. Infine, per essere in grado di operare dalla superficie acquatica, era munito di una coppia di galleggianti che integravano le ruote del carrello d'atterraggio, retraibili all'interno degli stessi.
Il primo prototipo, il Pintail Mark I, venne portato in volo per la prima volta il 7 luglio 1920. A questo fece seguito un secondo prototipo, il Pintail Mark II, caratterizzato da una diversa fusoliera, allungata, mentre il terzo prototipo, il Pintail Mark III, aveva ruote non retrattili all'interno dei galleggianti. Le prove di volo che si susseguirono dimostrarono che il Pintail, grazie alla collocazione dell'ala superiore, possedeva migliori capacità di combattimento del suo concorrente, tuttavia la scarsa visuale verso il basso per il pilota durante l'atterraggio non riuscì a superare le perplessità della commissione esaminatrice.

## Impiego operativo
Mentre il Pintail non fu adottato dalla RAF, tre esemplari, simili al Mark III, furono venduti alla Marina imperiale giapponese. Questi velivoli, indicati come Pintail IV, erano caratterizzati dalla velatura con un maggiore spazio tra i due piani alari, con l'ala superiore situata sopra la fusoliera, migliorando la vista verso il basso per il pilota. Il primo Pintail IV volò il 20 agosto 1924.

## Utilizzatori
Giappone
Dai-Nippon Teikoku Kaigun Kōkū Hombu

## Versioni
Pintail I
primo prototipo.
Pintail II
secondo prototipo, dalla fusoliera allungata.
Pintail III
terzo prototipo, con ruote non retrattili all'interno dei galleggianti.
Pintail IV
versione di produzione in piccola serie: maggiore apertura alare e ala superiore sopra la fusoliera, realizzata in tre esemplari.